# Złamanie obojczyka
Złamanie obojczyka – przerwanie ciągłości kości w obrębie objczyka. Może być z przemieszczeniem lub bez. Wiąże się z wystąpieniem bólu i obrzęku w miejscu złamania. Może wystąpić jako jedno z powikłań porodowych.  Złamanie obojczyka oraz zalecenia związane z leczeniem opisał już Hipokrates w 400 p.n.e..
Przy przemieszczeniu stosuje się unieruchomienie ósemkowe, a bez przemieszczenia opatrunek gipsowy Dessaulta, czasem także specjalistyczną kamizelkę ortopedyczną. Zalecany czas unieruchomienia wynosi 3–6 tygodni.